# 天朝渣男图鉴
天朝渣男图鉴是由中国大陆多位网友共同创作的歌曲MV。网名为徒有琴、狐不举、吳典軒、荼罗、巫医子、gogo、龚展至、王蓓、小小六、冥月等的网友，历经8个月的制作，在2018年10月31日将该MV发布在新浪微博上，立即引起了中国大陆网民的强烈反响，在新浪微博转发破10万次，在bilibili上的播放量超过50万次。
该MV以音乐剧《芝加哥》的监狱探戈为蓝本，将近年来中国大陆多起真实的治安事件改编成六段“谋杀渣男案”：“胡同”、“萨克斯”、“龟儿子”、“滴滴”（或后续版本的“哔哔”）、“十四楼”、“妹儿睡着”。
该MV发布后，在中国大陆网络中被两度封杀：先是在《天朝渣男图鉴》发布后不久，App滴滴出行的运营者北京小桔科技有限公司以“侵犯商标权”为由举报该MV将其封杀，11月2日徒有琴对MV内容部分修改后重新发布，引发中国大陆网民的强烈反响，“滴滴举报”以及“天朝渣男图鉴”也同步登上中国大陆各大社交平台的热搜榜；随后中国大陆各网站对该MV进行了全面封杀，例如该MV被从中国大陆各大社交、视频网站中下架，发布者徒有琴的新浪微博账号被封禁，知乎网友对事件的相关讨论被以“包含政治敏感内容”为由被网站屏蔽或删除。